# エジプト航空648便ハイジャック事件
エジプト航空648便ハイジャック事件（EgyptAir Flight 648）は、中東の国際的テロリストによるハイジャック事件である。
特殊部隊による強行突入策が裏目に出てしまい、多数の乗客が犠牲になった。

## 事件の概略
1985年11月23日午後8時05分（現地時間）、ギリシャのアテネからエジプトのカイロに向かっていたエジプト航空648便（ボーイング737、機体記号SU-AYH、乗員乗客103人）が、離陸から10分後に重武装した国際テロ組織「アブ・ニダル」のメンバー3人（5人または6人との説もある）にハイジャックされ、当時、アブ・ニダルを支援していたリビアに向かうよう機長に要求した。ハイジャックの目的は、中東問題に対するエジプト政府の姿勢に抗議するためであった。ハイジャックされた機体はおよそ一ヶ月前にアキレ・ラウロ号事件にてNATO軍基地に強制着陸させられたのと同一の機であった。
犯人グループは乗客からパスポートを取り上げ国籍のチェックを始めた。その時に乗客に紛れていたエジプト航空の航空保安員が、拳銃で犯人制圧を試みて銃撃戦となったが、射殺された。犯人側も1名が死亡したと見られ、ほかに乗客2人が負傷した。銃弾で旅客機外壁に穴が開いたため、急減圧が発生、巡航高度を10000フィートにしなければならなくなった。
その後なんとか機体を水平飛行に戻すことに成功したが、低空飛行を余儀なくされた結果、648便は燃料不足を生じた。早急に着陸の必要に迫られた648便は、現在地点から着陸が可能な国はマルタ以外に無く、機長はルカ空港の航空管制官に緊急着陸の許可を要請。テロ事件の経験が無かったマルタ政府は受け入れを拒否、648便が着陸出来ないように誘導灯の照明を消した。しかし燃料が残り僅かだった為機長は暗闇の中での強行着陸を決行し無事にルカ空港への着陸を成功させた。着陸後機体はマルタの警備隊によって包囲された。犯人グループとの交渉の為、空港にマルタ政府の担当者が駆けつけ交渉が始まり、負傷者2名と女性の一部13人が解放されたが、犯人グループのリビアへ向かう燃料補給の要求、そして直ちに給油に応じなければ15分ごとに人質を射殺すると告げたがこれをマルタ政府は単なる脅しと判断し人質全員を解放しなければ給油には応じられないと回答した。主犯格のオマル・レザックがイスラエル人とアメリカ人の乗客を選んで乗降口に連れ出し銃撃、3人を射殺し2人を負傷させた。24日午後、エジプトから緊急出動したエジプト軍特殊部隊の第777戦闘部隊が、C-130輸送機でルカ空港に進出したが、特殊部隊は犯人側の顔や人数など殆どの情報を持っていなかった。
事件発生から25時間後にエジプトの特殊部隊が貨物室に爆薬を仕掛け爆破しそれを合図に強行突入し、犯人との銃撃戦の末にハイジャック機を奪還した。機長が犯人の1人を殴り倒すなど、乗員も機内から協力した。しかし、この銃撃戦で乗客57名が死亡し34人が負傷する大惨事となった。犯行グループが投げた手榴弾3発が客室で爆発し、機体にも引火して火災発生、さらに突入用煙幕で視界が悪いなかでの銃撃戦となったことなどから人質の犠牲が増えた。犯人グループの3人のうち2人は死亡したが、主犯格のレザックは重傷で発見された。機体は数時間にわたって燃え続け、全損となった。

## その後の経緯
レザックはマルタでの裁判で懲役25年の判決を言い渡されたが、服役7年後にして恩赦が行われ釈放された。しかし連邦捜査局（FBI）は、国際刑事警察機構（ICPO）の協力を得てレザックがナイジェリアに向かっているとの情報を入手し、ナイジェリア政府協力の下でFBIはレザックの拘束に成功した。1996年7月にレザックはアメリカの裁判でハイジャックの罪で有罪となり終身刑を言い渡された。現在、レザックはアメリカの刑務所にて刑に服している。